# Roberto Barthel Rosa
Roberto Barthel Rosa (* 29. November 1906 in Rio de Janeiro; † 1990) war ein brasilianischer Diplomat.

## Leben
Roberto Barthel Rosa war der Sohn von Jean ne Marie Barthel-Rosa und Júlio Machado Soares da Rosa. Sein Sohn aus erster Ehe ist Paulo Roberto Bartel Rosa (* 1. Oktober 1939 in Rio de Janeiro). In zweiter Ehe war Rosa verheiratet mit Betty Elvina Barthel-Rosa.
Roberto Barthel Rosa studierte an der Ingenieur Schule in Itajubá, an der École des Ponts ParisTech, am Institut polytechnique de Grenoble und an der Technischen Universität Dresden. Danach trat er in den diplomatischen Dienst und wurde von 1950 bis zum 29. März 1954 als Konsul in San Francisco eingesetzt. Im Anschluss daran war er bis zum 21. August 1954 Geschäftsträger in Canberra und erhielt ab dem 25. Oktober 1955 Exequatur wieder als Konsul in Philadelphia.
Vom 5. Juli 1958 bis zum 12. November 1958 wurde Rosa als Geschäftsträger in Karatschi eingesetzt und war dann von 1961 bis 1962 Vertreter der brasilianischen Regierung in Genf und zugleich Geschäftsträger in Damaskus. In jener Zeit war Syrien Teil der Vereinigten Arabischen Republik. Schließlich wurde Rosa von 1965 bis zum 23. Juni 1967 als Geschäftsträger nach Seoul versetzt, wo er anschließend bis 28. November 1968 als Botschafter tätig war.